# Catyclia
Catyclia là một chi thực vật có hoa trong họ Lan.